# Робер Делоне
Робер Делоне (фр. Robert Delaunay; Париз, 1885— Монпеље, 1941) је био француски сликар и утемељивач орфизма.  

## Биографија
Од 1907. приклоњен је кубизму. Године 1910. отпочиње серију слика Ајфелове куле коју је у низу варијација разложио у призматичне форме. Учествовао је на првој изложби Плавог јахача. Био је пријатељ Франца Марка и Паула Клеа. Наредне 1911. године отпочео је циклус Прозори на којима је приказивао отворене прозоре обасјане сунчевом светлошћу. Након тога сликао је потпуно апстрактне серијске слике које се заснивају на контраксту боја. У последњим годинама живота посветио се монументалној декоративној уметности. Ове радове излагао је на светској изложби у Паризу 1937. године. Био је ожењен уметницом апстрактног слиакрства Соњом Терк која је заједно са њим била један од зачетника апстрактног сликарства. 
Његов син са Соњом Терк је Шарл Делоне, стручњак за џез.